# Référendum de 2020 sur la légalisation de la Psilocybine en Oregon
Un référendum sur la légalisation de la Psilocybine a lieu le 3 novembre 2020 en Oregon. La population est amenée à se prononcer sur une initiative populaire, dite Mesure 109, visant à légaliser la Psilocybine en autorisant l'institut de santé de l’État (Oregon Health Authority, OHA) à accorder des licences pour la vente de produits à base de champignon contenant de la Psilocybine aux individus de plus de 21 ans. Il s'agit de la toute première initiative populaire sur cette question aux États-Unis,.
Le projet est approuvé à une large majorité.

## Résultats
| Choix                     | Votes     | %     |
| ------------------------- | --------- | ----- |
| Pour                      | 1 270 057 | 55,75 |
| Contre                    | 1 008 199 | 44,25 |
|                           |           |       |
| Votes valides             | 2 278 256 | 94,38 |
| Votes blancs et invalides | 135 634   | 5,62  |
| Total                     | 2 413 890 | 100   |
| Abstention                | 530 698   | 18,02 |
| Inscrits/Participation    | 2 944 588 | 81,98 |

| Pour 1 270 057 (55,75 %) |  |  | Contre 1 008 199 (44,25 %) |
| ▲                        |  |  |                            |
| Majorité absolue         |  |  |                            |